# Moszkvai Magyar Bizottság
A Moszkvai Magyar Bizottság a debreceni Ideiglenes Nemzeti Kormány megalakítását előkészítő csoport.

## Története
A még Horthy kormányzó által Moszkvába küldött fegyverszüneti bizottság (Faragho Gábor vezérezredes, gr. Teleki Géza, Szent-Iványi Domokos) a szovjet kormány aznapi kormányalakítási javaslata alapján 1944. október 18-án önmagát Moszkvai Magyar Bizottsággá nevezte ki, és a kormányzó nevében kormányalakítási szándékkal lépett fel. 20-án a szovjet kormány elismerte Horthy államfői mivoltát és jogfolytonosnak tekintette a megalakítandó kormányt. A Bizottsághoz csatlakozott november 6-án Miklós Béla vezérezredes, 8-án Vörös János vezérezredes.
November 13-án Molotov szovjet külügyminiszter jelenlétében megtartották az 1., 16-17-én a 2., december elején a 3. kormányalakítási tárgyalási fordulót. Utóbbiba belekapcsolódtak a december 2-án Szegeden alakult Magyar Nemzeti Függetlenségi Front küldöttei. Ekkor dőlt el, hogy ideiglenes nemzetgyűlést hívnak össze, amely az október 20-i szovjet ajánlattal ellentétben új államiságot deklarál, majd ideiglenes kormányt választ. A tárgyalásokon kialakult kormánylistán szereplő személyek december 12-én érkeztek Debrecenbe.